# 旭龙水电站
旭龙水电站是中华人民共和国一座建设中的大型水电站，位于四川省甘孜藏族自治州得荣县徐龙乡与云南省迪庆藏族自治州德钦县羊拉乡交界的金沙江干流上，距下游奔子栏镇72.8千米，距上游昌波水电站坝址75.5千米。该水电站开发任务以发电为主，是“西电东送”骨干电源点之一、金沙江上游最大水电站、“十四五”期间重点开工项目。旭龙水电站是金沙江上游水电规划“一库13级”开发方案中的第12级。项目总投资293亿元人民币、静态投资225亿元人民币，由国家能源集团金沙江公司负责建设。施工总工期为8年2个月（98个月），首台机组发电工期8年（96个月）。

## 历史
2022年6月，旭龙水电站获得中华人民共和国国家发展和改革委员会核准批复建设，成为《长江保护法》实施后长江流域核准的首座大型水电站。
2022年9月26日，旭龙水电站正式开工，计划2030年投产。
2023年11月11日，旭龙水电站正式进行大江截流。

## 工程规模
电站采用坝式开发，水库总库容8.47亿立方米，死水位2294米，正常蓄水位2302米，相应库容7.81亿立方米，水库回水62.36公里至西藏自治区昌都市，调节库容1.26亿立方米，具有日调节性能。电站枢纽主要由混凝土双曲拱坝、坝身泄水建筑物及坝后水垫塘、右岸地下引水发电系统及过鱼设施等组成，最大坝高213米；泄水建筑物包括3个泄洪表孔、4个泄洪中孔和1个生态放水孔，均采用挑流消能；安装4台单机容量600兆瓦的混流式水轮发电机，单机最小引用流量210立方米/秒，总装机容量2400兆瓦，预计年平均发电量约105亿千瓦时，建成后每年可节省标准煤315万吨，减少二氧化碳排放786万吨。